# كأس العالم تحت 20 سنة لكرة القدم 2007
كأس العالم تحت 20 سنة لكرة القدم 2007 هي النسخة السادسة عشرة من كأس العالم تحت 20 سنة لكرة القدم (التي كانت تسمى سابقا بطولة العالم للشباب لكرة القدم)، التي استضافتها كندا في الفترة من 30 يونيو إلى 22 يوليو 2007. وتغلبت الأرجنتين على جمهورية التشيك في مباراة اللقب بنتيجة 2–1، وبذلك تمكنت من الفوز بلقب عالمي على نحو متعاقب، والخامس في الطبعات السبع الماضية، وسادسها بصفة عامة. وحصل اللاعب الأرجنتيني سيرخيو أغويرو على جائزة الحذاء الذهبي (هداف، مع ستة أهداف) والكرة الذهبية للفيفا (أفضل لاعب في البطولة)، في حين حصلت اليابان على جائزة اللعب النظيف من الفيفا.
وضمت البطولة 24 فريقا من ستة اتحادات قارية؛ وتأهلت كندا تلقائيا كمضيفة، في حين تأهلت الفرق المتبقية استنادا إلى تصنيفها في البطولات القارية الخاصة بهم تحت 20 سنة (تحت 19 في حالة أوروبا). وتأهل من الاتحاد الأوروبي لكرة القدم (أوروبا) ستة فرق؛ والاتحاد الآسيوي لكرة القدم (آسيا)، والكاف (أفريقيا)، والكونكاكاف (أمريكا الشمالية والوسطى ومنطقة البحر الكاريبي)، والكونميبول (أمريكا الجنوبية) أربعة فرق لكل منها؛ و (أوقيانوسيا) فريق واحد.
أقيمت البطولة في مواقع مختلفة في جميع أنحاء البلاد – تورنتو وإدمونتون ومونتريال وأوتاوا وفيكتوريا وبرنابي (فانكوفر) – مع استاد الواجهة هو ملعب كرة القدم الوطني الجديد في تورنتو حيث جرت المباراة النهائية. وبعد 19 عاماً ستشارك كندا في استضافة كأس العالم لكرة القدم 2026.
وفي 28 يونيو 2007، وقبل يومين من المباراة الافتتاحية، أفيد بأنه تم بيع 950,000 تذكرة، مما يجعلها أكبر حدث رياضي منفرد يحدث على الإطلاق في البلد، وفي 3 يوليو، باع منظمو البطولة التذكرة المليون. في 19 يوليو، مثلت مباراة الدور قبل النهائي بين تشيلي والأرجنتين هذه الطبعة باعتبارها الأكثر حضورا في تاريخ البطولة، حيث بلغ عدد الحاضرين فيها 1,156,187 متفرجا، متجاوزا بذلك العدد البالغ 1,155,160 من المتفرجين في المكسيك في عام 1983. بلغ مجموع الحضور النهائي 1,195,299.

## الأماكن
|                                                       | فيكتوريا                                              | برنابي                                                | إدمونتون |
| رويال أتلتيك بارك                                     | ملعب سوانغارد                                         | ملعب الكومنولث                                        |          |
| السعة: 14,500                                         | السعة: 10,000                                         | السعة: 60,081                                         |          |
| 48°25′52.6″N 123°21′14.6″W / 48.431278°N 123.354056°W | 49°13′51.0″N 123°01′17.0″W / 49.230833°N 123.021389°W | 53°33′34.6″N 113°28′34.2″W / 53.559611°N 113.476167°W |          |
|                                                       |                                                       |                                                       |          |
| تورونتو                                               | أوتاوا                                                | مونتريال                                              |          |
| ملعب كرة القدم الوطني                                 | ملعب فرانك كلير                                       | الملعب الأولمبي                                       |          |
| السعة: 20,195                                         | السعة: 26,559                                         | السعة: 66,308                                         |          |
| 43°37′59.5″N 79°25′06.8″W / 43.633194°N 79.418556°W   | 45°23′55.8″N 75°41′03.6″W / 45.398833°N 75.684333°W   | 45°33′28.8″N 73°33′07.2″W / 45.558000°N 73.552000°W   |          |
|                                                       |                                                       |                                                       |          |

## التأهل

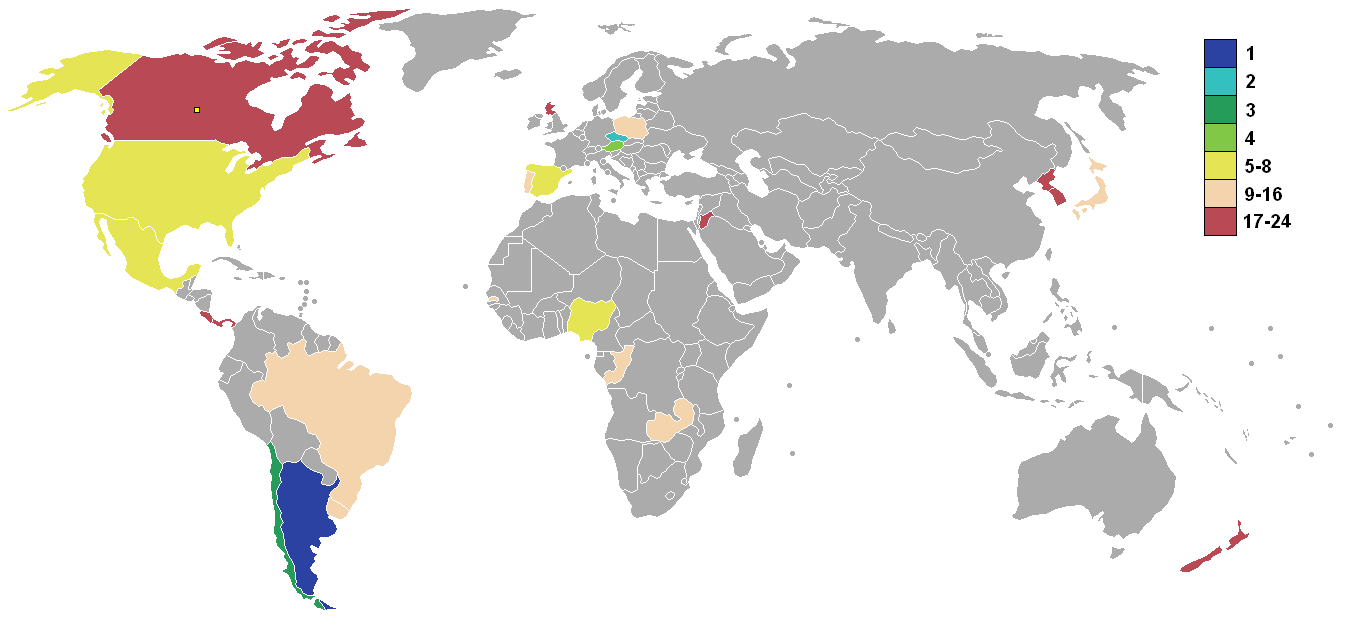
التصنيف النهائي لكأس العالم تحت 20 سنة لكرة القدم 2007.

تأهل 23 فريقا لنهائيات كأس العالم تحت 20 سنة لكرة القدم 2007. وبوصفها الفريق المضيف، تلقت كندا عرضا تلقائيا، ليصل العدد الإجمالي للفرق إلى أربعة وعشرين فريقا للبطولة. تم السحب النهائي لمراحل المجموعات في 3 مارس 2007 في مجمع ليبرتي غراند الترفيهي، تورونتو.
| الكونفدرالية                                                    | بطولة التأهيل                                      | المتأهلون                                                        |
| --------------------------------------------------------------- | -------------------------------------------------- | ---------------------------------------------------------------- |
| الاتحاد الآسيوي لكرة القدم                                      | بطولة آسيا للشباب لكرة القدم 2006                  | اليابان · الأردن1 · كوريا الشمالية1 · كوريا الجنوبية             |
| الاتحاد الأفريقي لكرة القدم                                     | بطولة أفريقيا لكرة القدم للشباب 2007               | الكونغو1 · غامبيا1 · نيجيريا · زامبيا                            |
| كونكاكاف (أمريكا الشمالية وأمريكا الوسطى ومنطقة البحر الكاريبي) | 2007 U-20 World Cup CONCACAF qualifying tournament | كوستاريكا · المكسيك · بنما · الولايات المتحدة                    |
| كونميبول                                                        | بطولة أمريكا الجنوبية للشباب 2007                  | الأرجنتين · البرازيل · تشيلي · الأوروغواي                        |
| اتحاد أوقيانوسيا لكرة القدم                                     | 2007 OFC U-20 Championship ‏                        | نيوزيلندا1                                                       |
| الاتحاد الأوروبي لكرة القدم                                     | بطولة أوروبا تحت 19 سنة 2006                       | النمسا · جمهورية التشيك · بولندا · البرتغال · إسكتلندا · إسبانيا |
| الدولة المضيفة                                                  | الدولة المضيفة                                     | كندا                                                             |

1.^الفرق التي ظهرت لأول مرة.

## مسؤولي المباريات
| الكونفدرالية                | الحكم                             | المساعدون                                                            |
| --------------------------- | --------------------------------- | -------------------------------------------------------------------- |
| الاتحاد الآسيوي لكرة القدم  | صبح الدين محمد صالح (ماليزيا)     | تانوم بوريكوت (تايلند) مو يوشين (الصين)                              |
| الاتحاد الآسيوي لكرة القدم  | رافشان إيرماتوف (أوزبكستان)       | عبدالحميدالله رسولوف (أوزبكستان) بهادر كوتشكاروف (قيرغيزستان)        |
| الاتحاد الأفريقي لكرة القدم | محمد بنوزة (الجزائر)              | عمار طالبي (الجزائر) Mazari Kerai (الجزائر)                          |
| كونكاكاف                    | ستيفن ديبييرو (كندا)              | هكتور فيرغارا (كندا) جو فليتشر (كندا)                                |
| كونكاكاف                    | جويل أغويلار (السلفادور)          | روبرتو غيرون (هندوراس) دانييل ويليامسون (بنما)                       |
| كونكاكاف                    | خيرمان أريدوندو (المكسيك)         | هكتور دلغاديو (المكسيك) فرانسيسكو بيريز (المكسيك)                    |
| كونكاكاف                    | إنريكو وينغارد (سورينام)          | أنتوني غاروود (جامايكا) ريكاردو مورغان (جامايكا)                     |
| كونكاكاف                    | تيري فون (الولايات المتحدة)       | كريس ستريكلاند (الولايات المتحدة) جورج غانسنر (الولايات المتحدة)     |
| كونميبول                    | هرناندو بويتراغو (كولومبيا)       | أبراهام غوناليز (كولومبيا) رافاييل ريفاس (كولومبيا)                  |
| اتحاد أوقيانوسيا لكرة القدم | بيتر أوليري (نيوزيلندا)           | برنت بست (نيوزيلندا) كالواتا تشيليا (فانواتو)                        |
| الاتحاد الأوروبي لكرة القدم | هاوارد ويب (إنجلترا)              | مايك مولاركي (إنجلترا) دارين كان (إنجلترا)                           |
| الاتحاد الأوروبي لكرة القدم | فولفغانغ شتارك (ألمانيا)          | يان-هندريك سالفر (ألمانيا) فولكر فيزل (ألمانيا)                      |
| الاتحاد الأوروبي لكرة القدم | فيكتور كاساي (المجر)              | غابور إيروش (المجر) تيبور فاموش (المجر)                              |
| الاتحاد الأوروبي لكرة القدم | ألبرتو أونديانو مايينكو (إسبانيا) | فرمين مارتينيز إيبانيز (إسبانيا) خوان كارلوس يوستي خيمينيز (إسبانيا) |
| الاتحاد الأوروبي لكرة القدم | مارتن هانسون (السويد)             | ستيفان فيتبيرغ (السويد) هنريك أندرين (السويد)                        |

## قائمة الفرق
للاطلاع على قائمة الفرق، انظر قائمة فرق كأس العالم تحت 20 سنة 2007

## مرحلة المجموعات

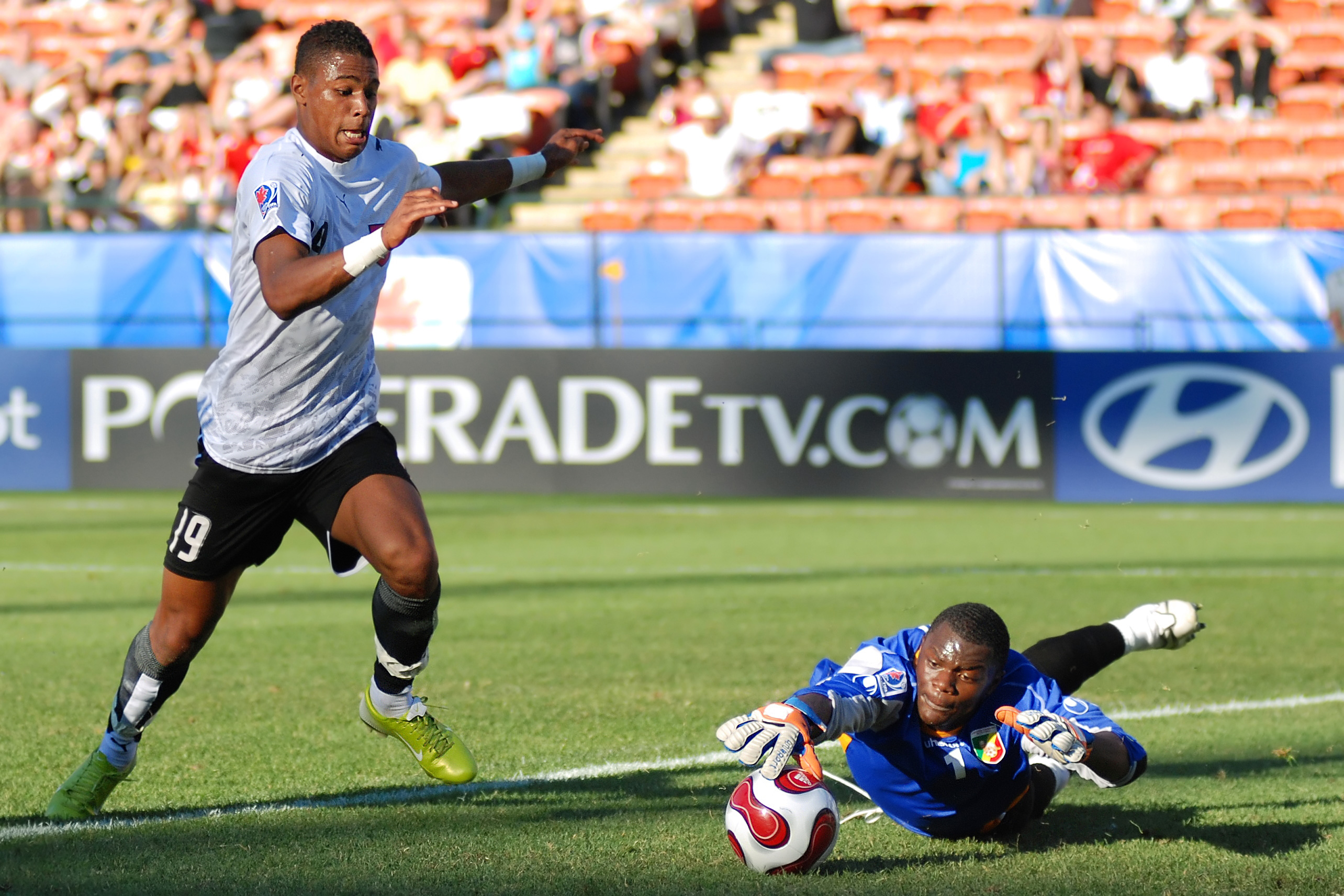
روبين أوكوتي من النمسا ضد ديستين أونكا من الكونغو في ملعب الكومنولث في إدمونتون في 2 يوليو 2007.

وزعت الفرق المشاركة الـ 24 بين ست مجموعات تضم كل منها أربعة فرق، وذلك وفقا للرسم الذي أجري في 3 مارس 2007. ويتم التنافس على المجموعات في نظام الدوري، حيث يلعب كل فريق مرة واحدة ضد الفرق الأخرى في المجموعة نفسها، وذلك لمجموع ست مباريات لكل مجموعة. ويتأهل كل فائز ووصيف مجموعة، وكذلك أفضل أربعة فرق في المركز الثالث، للجولة الأولى من مرحلة خروج المغلوب (دور الـ16).

### المجموعة الأولى
| م | الفريق   | لعب | ف | ت | خ | أ.له | أ.ع | أ.ف | نقاط | التأهل             |
| - | -------- | --- | - | - | - | ---- | --- | --- | ---- | ------------------ |
| 1 | تشيلي    | 3   | 2 | 1 | 0 | 6    | 0   | +6  | 7    | مرحلة خروج المغلوب |
| 2 | النمسا   | 3   | 1 | 2 | 0 | 2    | 1   | +1  | 5    | مرحلة خروج المغلوب |
| 3 | الكونغو  | 3   | 1 | 1 | 1 | 3    | 4   | −1  | 4    | مرحلة خروج المغلوب |
| 4 | كندا (H) | 3   | 0 | 0 | 3 | 0    | 6   | −6  | 0    |                    |

| كندا | 0–3   | تشيلي                                   |
| ---- | ----- | --------------------------------------- |
|      | تقرير | ميدينا 25' · كارمونا 54' · غروندونا 81' |

| الكونغو           | 1–1   | النمسا  |
| ----------------- | ----- | ------- |
| إيبارا 59' (ر.ج.) | تقرير | هوفر 7' |

| النمسا     | 1–0   | كندا |
| ---------- | ----- | ---- |
| أوكوتي 47' | تقرير |      |

| تشيلي                               | 3–0   | الكونغو |
| ----------------------------------- | ----- | ------- |
| سانشيز 49' · ميدينا 75' · فيدال 82' | تقرير |         |

| كندا | 0–2   | الكونغو                  |
| ---- | ----- | ------------------------ |
|      | تقرير | نغاكوسو 26' · إيكوما 60' |

| تشيلي | 0–0   | النمسا |
| ----- | ----- | ------ |
|       | تقرير |        |

### المجموعة الثانية
| م | الفريق     | لعب | ف | ت | خ | أ.له | أ.ع | أ.ف | نقاط | التأهل             |
| - | ---------- | --- | - | - | - | ---- | --- | --- | ---- | ------------------ |
| 1 | إسبانيا    | 3   | 2 | 1 | 0 | 8    | 5   | +3  | 7    | مرحلة خروج المغلوب |
| 2 | زامبيا     | 3   | 1 | 1 | 1 | 4    | 3   | +1  | 4    | مرحلة خروج المغلوب |
| 3 | الأوروغواي | 3   | 1 | 1 | 1 | 3    | 4   | −1  | 4    | مرحلة خروج المغلوب |
| 4 | الأردن     | 3   | 0 | 1 | 2 | 3    | 6   | −3  | 1    |                    |

| الأردن  | 1–1   | زامبيا          |
| ------- | ----- | --------------- |
| ذيب 41' | تقرير | تيمبو 8' (ر.ج.) |

| إسبانيا                 | 2–2   | الأوروغواي              |
| ----------------------- | ----- | ----------------------- |
| لوبيز 71' · كابيل 90+3' | تقرير | كافاني 47' · سواريز 56' |

| الأوروغواي | 1–0   | الأردن |
| ---------- | ----- | ------ |
| كافاني 40' | تقرير |        |

| زامبيا     | 1–2   | إسبانيا                      |
| ---------- | ----- | ---------------------------- |
| نجوبفو 74' | تقرير | سواريز 30' (ر.ج.) · ماتا 40' |

| إسبانيا                            | 4–2   | الأردن              |
| ---------------------------------- | ----- | ------------------- |
| لوبيز 29'، 32'، 38' · ماركيتوس 79' | تقرير | عمران 48' · ذيب 56' |

| الأوروغواي | 0–2   | زامبيا                        |
| ---------- | ----- | ----------------------------- |
|            | تقرير | مولينغا 22' (ر.ج.) · كولا 51' |

### المجموعة الثالثة
| م | الفريق    | لعب | ف | ت | خ | أ.له | أ.ع | أ.ف | نقاط | التأهل             |
| - | --------- | --- | - | - | - | ---- | --- | --- | ---- | ------------------ |
| 1 | المكسيك   | 3   | 3 | 0 | 0 | 7    | 2   | +5  | 9    | مرحلة خروج المغلوب |
| 2 | غامبيا    | 3   | 2 | 0 | 1 | 3    | 4   | −1  | 6    | مرحلة خروج المغلوب |
| 3 | البرتغال  | 3   | 1 | 0 | 2 | 4    | 4   | 0   | 3    | مرحلة خروج المغلوب |
| 4 | نيوزيلندا | 3   | 0 | 0 | 3 | 1    | 5   | −4  | 0    |                    |

| البرتغال             | 2–0   | نيوزيلندا |
| -------------------- | ----- | --------- |
| غاما 45'، 61' (ر.ج.) | تقرير |           |

| غامبيا | 0–3   | المكسيك                                           |
| ------ | ----- | ------------------------------------------------- |
|        | تقرير | دوس سانتوس 57' · مورينو 67' · خافيير هرنانديز 89' |

| نيوزيلندا | 0–1   | غامبيا   |
| --------- | ----- | -------- |
|           | تقرير | جالو 22' |

| المكسيك                            | 2–1   | البرتغال    |
| ---------------------------------- | ----- | ----------- |
| دوس سانتوس 48' (ر.ج.) · باريرا 66' | تقرير | أنتونيس 89' |

| البرتغال    | 1–2   | غامبيا                        |
| ----------- | ----- | ----------------------------- |
| كونديسو 20' | تقرير | جالو 44' (ر.ج.) · مانسالي 68' |

| نيوزيلندا | 1–2   | المكسيك                 |
| --------- | ----- | ----------------------- |
| بيلتر 89' | تقرير | برموديز 24' · ماريس 78' |

### المجموعة الرابعة
| م | الفريق           | لعب | ف | ت | خ | أ.له | أ.ع | أ.ف | نقاط | التأهل             |
| - | ---------------- | --- | - | - | - | ---- | --- | --- | ---- | ------------------ |
| 1 | الولايات المتحدة | 3   | 2 | 1 | 0 | 9    | 3   | +6  | 7    | مرحلة خروج المغلوب |
| 2 | بولندا           | 3   | 1 | 1 | 1 | 3    | 7   | −4  | 4    | مرحلة خروج المغلوب |
| 3 | البرازيل         | 3   | 1 | 0 | 2 | 4    | 5   | −1  | 3    | مرحلة خروج المغلوب |
| 4 | كوريا الجنوبية   | 3   | 0 | 2 | 1 | 4    | 5   | −1  | 2    |                    |

| بولندا         | 1–0   | البرازيل |
| -------------- | ----- | -------- |
| كريتشوفياك 23' | تقرير |          |

| كوريا الجنوبية   | 1–1   | الولايات المتحدة |
| ---------------- | ----- | ---------------- |
| شين يونغ-روك 38' | تقرير | سزيتيلا 17'      |

| الولايات المتحدة                                    | 6–1   | بولندا     |
| --------------------------------------------------- | ----- | ---------- |
| سزيتيلا 9'، 51' · أدو 20'، 45+3'، 85' · ألتيدور 70' | تقرير | يانتشيك 5' |

| البرازيل                   | 3–2   | كوريا الجنوبية                       |
| -------------------------- | ----- | ------------------------------------ |
| أمارال 35' · باتو 48'، 59' | تقرير | شيم يونغ سونغ 83' · شين يونغ-روك 89' |

| البرازيل | 1–2   | الولايات المتحدة |
| -------- | ----- | ---------------- |
| ليما 64' | تقرير | ألتيدور 25'، 81' |

| بولندا      | 1–1   | كوريا الجنوبية |
| ----------- | ----- | -------------- |
| يانتشيك 45' | تقرير | لي سانغ-هو 71' |

### المجموعة الخامسة

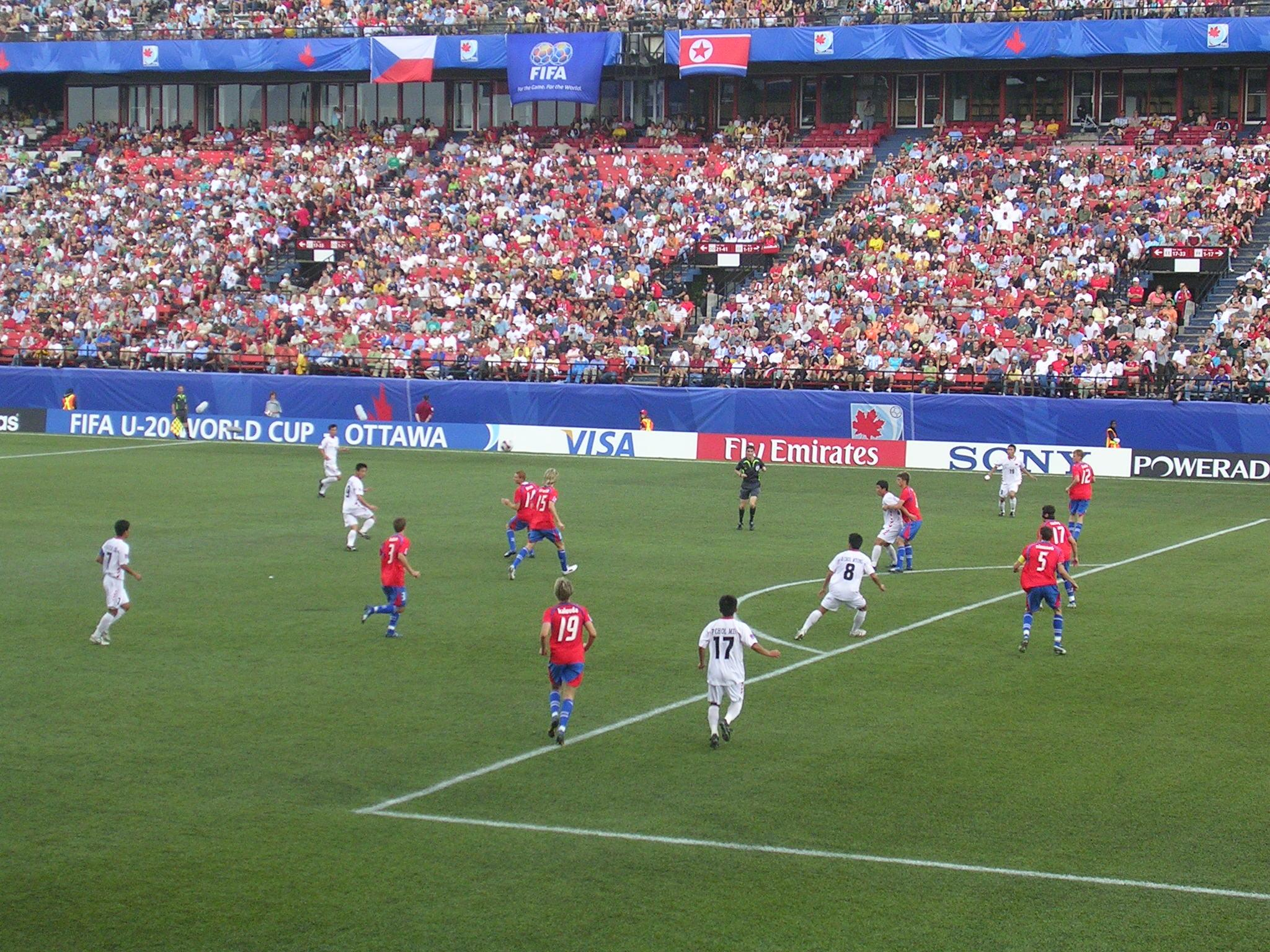
الجمهورية التشيكية ضد جمهورية كوريا الديمقراطية الشعبية في ملعب فرانك كلير في أوتاوا في 3 يوليو 2007.

| م | الفريق         | لعب | ف | ت | خ | أ.له | أ.ع | أ.ف | نقاط | التأهل             |
| - | -------------- | --- | - | - | - | ---- | --- | --- | ---- | ------------------ |
| 1 | الأرجنتين      | 3   | 2 | 1 | 0 | 7    | 0   | +7  | 7    | مرحلة خروج المغلوب |
| 2 | جمهورية التشيك | 3   | 1 | 2 | 0 | 4    | 3   | +1  | 5    | مرحلة خروج المغلوب |
| 3 | كوريا الشمالية | 3   | 0 | 2 | 1 | 2    | 3   | −1  | 2    |                    |
| 4 | بنما           | 3   | 0 | 1 | 2 | 1    | 8   | −7  | 1    |                    |

| كوريا الشمالية | 0–0   | بنما |
| -------------- | ----- | ---- |
|                | تقرير |      |

| الأرجنتين | 0–0   | جمهورية التشيك |
| --------- | ----- | -------------- |
|           | تقرير |                |

| جمهورية التشيك         | 2–2   | كوريا الشمالية                             |
| ---------------------- | ----- | ------------------------------------------ |
| كالودا 56' · فينين 66' | تقرير | كيم كوم-إيل 12' · جون كوانغ-إيك 89' (ر.ج.) |

| بنما | 0–6   | الأرجنتين                                                      |
| ---- | ----- | -------------------------------------------------------------- |
|      | تقرير | موراليس 20'، 27' · زاراتي 23' · أغويرو 25'، 62' · دي ماريا 76' |

| جمهورية التشيك            | 2–1   | بنما         |
| ------------------------- | ----- | ------------ |
| كالودا 79' · ستريشتيك 82' | تقرير | باراهونا 84' |

| الأرجنتين  | 1–0   | كوريا الشمالية |
| ---------- | ----- | -------------- |
| أغويرو 35' | تقرير |                |

### المجموعة السادسة
| م | الفريق    | لعب | ف | ت | خ | أ.له | أ.ع | أ.ف | نقاط | التأهل             |
| - | --------- | --- | - | - | - | ---- | --- | --- | ---- | ------------------ |
| 1 | اليابان   | 3   | 2 | 1 | 0 | 4    | 1   | +3  | 7    | مرحلة خروج المغلوب |
| 2 | نيجيريا   | 3   | 2 | 1 | 0 | 3    | 0   | +3  | 7    | مرحلة خروج المغلوب |
| 3 | كوستاريكا | 3   | 1 | 0 | 2 | 2    | 3   | −1  | 3    |                    |
| 4 | إسكتلندا  | 3   | 0 | 0 | 3 | 2    | 7   | −5  | 0    |                    |

| اليابان                                  | 3–1   | إسكتلندا  |
| ---------------------------------------- | ----- | --------- |
| موريشيما 43' · أوميساكي 57' · أوياما 79' | تقرير | كامبل 82' |

| نيجيريا   | 1–0   | كوستاريكا |
| --------- | ----- | --------- |
| إيديي 75' | تقرير |           |

| كوستاريكا | 0–1   | اليابان    |
| --------- | ----- | ---------- |
|           | تقرير | تاناكا 68' |

| إسكتلندا | 0–2   | نيجيريا       |
| -------- | ----- | ------------- |
|          | تقرير | بالا 49'، 78' |

| اليابان | 0–0   | نيجيريا |
| ------- | ----- | ------- |
|         | تقرير |         |

| إسكتلندا    | 1–2   | كوستاريكا                    |
| ----------- | ----- | ---------------------------- |
| رينولدز 18' | تقرير | هيريرا 57' · ماكدونالد 90+2' |

### تصنيف الفرق المصنفة الثالثة
| م | مج      | الفريق         | لعب | ف | ت | خ | أ.له | أ.ع | أ.ف | نقاط | التأهل             |
| - | ------- | -------------- | --- | - | - | - | ---- | --- | --- | ---- | ------------------ |
| 1 | الأولى  | الكونغو        | 3   | 1 | 1 | 1 | 3    | 4   | −1  | 4    | مرحلة خروج المغلوب |
| 2 | الثانية | الأوروغواي     | 3   | 1 | 1 | 1 | 3    | 4   | −1  | 4    | مرحلة خروج المغلوب |
| 3 | الثالثة | البرتغال       | 3   | 1 | 0 | 2 | 4    | 4   | 0   | 3    | مرحلة خروج المغلوب |
| 4 | الرابعة | البرازيل       | 3   | 1 | 0 | 2 | 4    | 5   | −1  | 3    | مرحلة خروج المغلوب |
| 5 | السادسة | كوستاريكا      | 3   | 1 | 0 | 2 | 2    | 3   | −1  | 3    |                    |
| 6 | الخامسة | كوريا الشمالية | 3   | 0 | 2 | 1 | 2    | 3   | −1  | 2    |                    |

## مرحلة خروج المغلوب

### القوس
|  | دور الـ16                 | دور الـ16           |                     |       | ربع النهائي          | ربع النهائي          |                    |                    | نصف النهائي | نصف النهائي |  |  | النهائي | النهائي |
|  |                           |                     |                     |       |                      |                      |                    |                    |             |             |  |  |         |         |
|  | 11 يوليو – إدمونتون       |                     |                     |       |                      |                      |                    |                    |             |             |  |  |         |         |
|  |                           |                     |                     |       |                      |                      |                    |                    |             |             |  |  |         |         |
|  | النمسا                    | 2                   |                     |       |                      |                      |                    |                    |             |             |  |  |         |         |
|  | النمسا                    | 2                   | 14 يوليو – تورونتو  |       |                      |                      |                    |                    |             |             |  |  |         |         |
|  | غامبيا                    | 1                   |                     |       |                      |                      |                    |                    |             |             |  |  |         |         |
|  | غامبيا                    | 1                   | النمسا (ب.و.إ.)     | 2     |                      |                      |                    |                    |             |             |  |  |         |         |
|  | 11 يوليو – تورونتو        |                     | النمسا (ب.و.إ.)     | 2     |                      |                      |                    |                    |             |             |  |  |         |         |
|  |                           | الولايات المتحدة    | 1                   |       |                      |                      |                    |                    |             |             |  |  |         |         |
|  | الولايات المتحدة (ب.و.إ.) | الولايات المتحدة    | 1                   | 2     |                      |                      |                    |                    |             |             |  |  |         |         |
|  | الولايات المتحدة (ب.و.إ.) |                     | 18 يوليو – إدمونتون | 2     |                      |                      |                    |                    |             |             |  |  |         |         |
|  | الأوروغواي                | 1                   |                     |       |                      |                      |                    |                    |             |             |  |  |         |         |
|  | الأوروغواي                | 1                   | النمسا              | 0     |                      |                      |                    |                    |             |             |  |  |         |         |
|  | 11 يوليو – برنابي         |                     | النمسا              | 0     |                      |                      |                    |                    |             |             |  |  |         |         |
|  |                           | جمهورية التشيك      | 2                   |       |                      |                      |                    |                    |             |             |  |  |         |         |
|  | إسبانيا (ب.و.إ.)          | جمهورية التشيك      | 2                   | 4     |                      |                      |                    |                    |             |             |  |  |         |         |
|  | إسبانيا (ب.و.إ.)          | 14 يوليو – إدمونتون |                     | 4     |                      |                      |                    |                    |             |             |  |  |         |         |
|  | البرازيل                  | 2                   |                     |       |                      |                      |                    |                    |             |             |  |  |         |         |
|  | البرازيل                  | 2                   | إسبانيا             | 2 (3) |                      |                      |                    |                    |             |             |  |  |         |         |
|  | 11 يوليو – فيكتوريا       |                     | إسبانيا             | 2 (3) |                      |                      |                    |                    |             |             |  |  |         |         |
|  |                           | جمهورية التشيك (ج.) | 2 (4)               |       |                      |                      |                    |                    |             |             |  |  |         |         |
|  | اليابان                   | جمهورية التشيك (ج.) | 2 (4)               | 2 (3) |                      |                      |                    |                    |             |             |  |  |         |         |
|  | اليابان                   |                     | 22 يوليو – تورونتو  | 2 (3) |                      |                      |                    |                    |             |             |  |  |         |         |
|  | جمهورية التشيك (ج.)       | 2 (4)               |                     |       |                      |                      |                    |                    |             |             |  |  |         |         |
|  | جمهورية التشيك (ج.)       | 2 (4)               | جمهورية التشيك      | 1     |                      |                      |                    |                    |             |             |  |  |         |         |
|  | 12 يوليو – إدمونتون       |                     | جمهورية التشيك      | 1     |                      |                      |                    |                    |             |             |  |  |         |         |
|  |                           | الأرجنتين           | 2                   |       |                      |                      |                    |                    |             |             |  |  |         |         |
|  | تشيلي                     | الأرجنتين           | 2                   | 1     |                      |                      |                    |                    |             |             |  |  |         |         |
|  | تشيلي                     | 15 يوليو – مونتريال |                     | 1     |                      |                      |                    |                    |             |             |  |  |         |         |
|  | البرتغال                  | 0                   |                     |       |                      |                      |                    |                    |             |             |  |  |         |         |
|  | البرتغال                  | 0                   | تشيلي (ب.و.إ.)      | 4     |                      |                      |                    |                    |             |             |  |  |         |         |
|  | 12 يوليو – أوتاوا         |                     | تشيلي (ب.و.إ.)      | 4     |                      |                      |                    |                    |             |             |  |  |         |         |
|  |                           | نيجيريا             | 0                   |       |                      |                      |                    |                    |             |             |  |  |         |         |
|  | زامبيا                    | نيجيريا             | 0                   | 1     |                      |                      |                    |                    |             |             |  |  |         |         |
|  | زامبيا                    |                     | 19 يوليو – تورونتو  | 1     |                      |                      |                    |                    |             |             |  |  |         |         |
|  | نيجيريا                   | 2                   |                     |       |                      |                      |                    |                    |             |             |  |  |         |         |
|  | نيجيريا                   | 2                   | تشيلي               | 0     |                      |                      |                    |                    |             |             |  |  |         |         |
|  | 12 يوليو – تورونتو        |                     | تشيلي               | 0     |                      |                      |                    |                    |             |             |  |  |         |         |
|  |                           | الأرجنتين           | 3                   |       | مباراة المركز الثالث | مباراة المركز الثالث |                    |                    |             |             |  |  |         |         |
|  | الأرجنتين                 | الأرجنتين           | 3                   | 3     | مباراة المركز الثالث | مباراة المركز الثالث |                    |                    |             |             |  |  |         |         |
|  | الأرجنتين                 | 15 يوليو – أوتاوا   | 15 يوليو – أوتاوا   | 3     |                      |                      | 22 يوليو – تورونتو | 22 يوليو – تورونتو |             |             |  |  |         |         |
|  | بولندا                    | 15 يوليو – أوتاوا   | 15 يوليو – أوتاوا   | 1     |                      |                      | 22 يوليو – تورونتو | 22 يوليو – تورونتو |             |             |  |  |         |         |
|  | بولندا                    | الأرجنتين           | 1                   | 1     | النمسا               | 0                    |                    |                    |             |             |  |  |         |         |
|  | 12 يوليو – مونتريال       | الأرجنتين           | 1                   |       | النمسا               | 0                    |                    |                    |             |             |  |  |         |         |
|  |                           | المكسيك             | 0                   |       | تشيلي                | 1                    |                    |                    |             |             |  |  |         |         |
|  | المكسيك                   | المكسيك             | 0                   | 3     | تشيلي                | 1                    |                    |                    |             |             |  |  |         |         |
|  | المكسيك                   |                     |                     | 3     |                      |                      |                    |                    |             |             |  |  |         |         |
|  | الكونغو                   | 0                   |                     |       |                      |                      |                    |                    |             |             |  |  |         |         |
|  | الكونغو                   | 0                   |                     |       |                      |                      |                    |                    |             |             |  |  |         |         |

### دور الـ16
| النمسا                 | 2–1   | غامبيا    |
| ---------------------- | ----- | --------- |
| برودل 45+1' · هوفر 81' | تقرير | غوميز 69' |

| الولايات المتحدة                   | 2–1 (ب.و.إ.) | الأوروغواي |
| ---------------------------------- | ------------ | ---------- |
| كارداتشيو 87' (ه.ذ.) · برادلي 107' | تقرير        | سواريز 73' |

| إسبانيا                                            | 4–2 (ب.و.إ.) | البرازيل            |
| -------------------------------------------------- | ------------ | ------------------- |
| بيكيه 43' · غارسيا 84' · بوينو 102' · لوبيز 120+1' | تقرير        | ليما 39' · باتو 41' |

| اليابان                          | 2–2 (ب.و.إ.) | جمهورية التشيك                       |
| -------------------------------- | ------------ | ------------------------------------ |
| ماكينو 22' · موريشيما 47' (ر.ج.) | تقرير        | كوديلا 74' (ر.ج.) · ماريش 77' (ر.ج.) |

| زامبيا   | 1–2   | نيجيريا                   |
| -------- | ----- | ------------------------- |
| كولا 33' | تقرير | إلدرسون 3' · أكابويزي 57' |

| الأرجنتين                      | 3–1   | بولندا      |
| ------------------------------ | ----- | ----------- |
| دي ماريا 40' · أغويرو 46'، 86' | تقرير | يانتشيك 33' |

| المكسيك                                            | 3–0   | الكونغو |
| -------------------------------------------------- | ----- | ------- |
| دوس سانتوس 23' (ر.ج.) · إسبارزا 85' · باريرا 90+4' | تقرير |         |

| تشيلي     | 1–0   | البرتغال |
| --------- | ----- | -------- |
| فيدال 45' | تقرير |          |

### ربع النهائي
| النمسا                             | 2–1 (ب.و.إ.) | الولايات المتحدة |
| ---------------------------------- | ------------ | ---------------- |
| روبين أوكوتي 43' · إرفين هوفر 105' | تقرير        | جوزي ألتيدور 15' |

| إسبانيا   | 1–1 (ب.و.إ.) | جمهورية التشيك |
| --------- | ------------ | -------------- |
| ماتا 110' | تقرير        | كالودا 103'    |

| تشيلي                                                     | 4–0 (ب.و.إ.) | نيجيريا |
| --------------------------------------------------------- | ------------ | ------- |
| غروندونا 96' · إيسلا 114' (ر.ج.)، 117' · فيدانغوسي 120+2' | تقرير        |         |

| الأرجنتين   | 1–0   | المكسيك |
| ----------- | ----- | ------- |
| موراليس 45' | تقرير |         |

### نصف النهائي
| النمسا | 0–2   | جمهورية التشيك         |
| ------ | ----- | ---------------------- |
|        | تقرير | ميتشولا 4' · فينين 15' |

| تشيلي | 0–3   | الأرجنتين                                |
| ----- | ----- | ---------------------------------------- |
|       | تقرير | دي ماريا 12' · يعقوب 65' · موراليس 90+3' |

### مباراة المركز الثالث
| النمسا | 0–1   | تشيلي          |
| ------ | ----- | -------------- |
|        | تقرير | مارتينيز 45+1' |

### النهائي
| جمهورية التشيك | 1–2   | الأرجنتين               |
| -------------- | ----- | ----------------------- |
| فينين 60'      | تقرير | أغويرو 62' · زاراتي 86' |

## الهدافون
عدد الأهداف المُسجلة  135 هدفًا  في 52 مباراة، بمتوسط 2.6 هدفًا في المباراة الواحدة.
6 أهداف
- سيرخيو أغويرو

5 أهداف
- أدريان لوبيز

4 أهداف
- ماكسي موراليس
- جوزي ألتيدور

3 أهداف
- أنخيل دي ماريا
- إرفين هوفر
- ألكساندر باتو
- مارتين فينين
- لوبوش كالودا
- جيوفاني دوس سانتوس
- دافيد يانتشيك
- فريدي أدو
- داني سزيتيلا

هدفان
- ماورو زاراتي
- روبين أوكوتي
- لياندرو ليما
- خايمي غروندونا
- ماوريسيو إيسلا
- نيكولاس ميدينا
- أرتورو فيدال
- عثمان جالو
- ياسوهيتو موريشيما
- عبد الله ذيب
- بابلو باريرا
- ايزكيل بالا
- برونو غاما
- شين يونغ-روك
- خوان ماتا
- إدينسون كافاني
- لويس سواريز
- رودجيرز كولا

هدف
- كلاوديو يعقوب
- سباستيان برودل
- أمارال
- كارلوس كارمونا
- هانس مارتينيز
- أليكسيس سانشيز
- ماتياس فيدانغوسي
- فرانتشيل إبارا
- غراسيا إيكوما
- إرميجيا نغاكوسو
- بابلو هيريرا بارانتيس
- جوناثان ماكدونالد
- أوندري كوديلا
- ياكوب ماريش
- توماش ميتشولا
- ماريك ستريشتيك
- بيير غوميز
- عبد الله مانسالي
- جون أوياما
- تومواكي ماكينو
- أتومو تاناكا
- تسوكاسا أوميساكي
- لؤي عمران
- كريستيان برموديز
- عمر إسبارزا
- تشيشاريتو
- هيكتور مورينو
- اوسمار ماريس
- جاك بيلتر
- تشوكووما أكابويزي
- إلدرسون إتشيجيلي
- براون إيديي
- كيم كوم-إيل
- جون كوانغ-إيك
- نيلسون باراهونا
- غجيغوش كريتشوفياك
- فيتورينو أنتونيس
- فيليسيانو كونديسو
- روس كامبل
- مارك رينولدز
- لي سانغ-هو
- شيم يونغ سونغ
- ماركوس غارسيا بارينو
- ألبيرتو بوينو
- دييغو كابيل
- خافي غارسيا
- جيرارد بيكيه
- ماريو سواريز ماتا
- مايكل برادلي
- كليفورد مولينغا
- ويليام نجوبفو
- فوايو تيمبو

هدف ذاتي
- ماتياس كارداتشيو (لعب ضد الولايات المتحدة)

## جوائز
| الكرة الذهبية            | الكرة الفضية  | الكرة البرونزية    |
| ------------------------ | ------------- | ------------------ |
| سيرخيو أغويرو            | ماكسي موراليس | جيوفاني دوس سانتوس |
| الحذاء الذهبي            | الحذاء الفضي  | الحذاء البرونزي    |
| سيرخيو أغويرو            | أدريان لوبيز  | ماكسي موراليس      |
| جائزة الفيفا للعب النظيف |               |                    |
| اليابان                  |               |                    |

## الترتيب النهائي
وفقاً لما تنص عليه الاتفاقية الإحصائية في كرة القدم، فإن المباريات التي تحسم عن طريق الوقت الإضافي تحسب كفوز وخسارة، في حين المباريات التي تحسم عن طريق ركلات الجزاء الترجيحية تحسب كتعادل.
| م  | الفريق           | لعب | ف | ت | خ | أ.له | أ.ع | أ.ف | نقاط | النتيجة النهائية       |
| -- | ---------------- | --- | - | - | - | ---- | --- | --- | ---- | ---------------------- |
| 1  | الأرجنتين        | 7   | 6 | 1 | 0 | 16   | 2   | +14 | 19   | البطل                  |
| 2  | جمهورية التشيك   | 7   | 2 | 4 | 1 | 10   | 8   | +2  | 10   | الوصيف                 |
| 3  | تشيلي            | 7   | 5 | 1 | 1 | 12   | 3   | +9  | 16   | المركز الثالث          |
| 4  | النمسا           | 7   | 3 | 2 | 2 | 6    | 6   | 0   | 11   | المركز الرابع          |
|    |                  |     |   |   |   |      |     |     |      |                        |
| 5  | المكسيك          | 5   | 4 | 0 | 1 | 10   | 3   | +7  | 12   | ودع في ربع النهائي     |
| 6  | إسبانيا          | 5   | 3 | 2 | 0 | 13   | 8   | +5  | 11   | ودع في ربع النهائي     |
| 7  | الولايات المتحدة | 5   | 3 | 1 | 1 | 12   | 6   | +6  | 10   | ودع في ربع النهائي     |
| 8  | نيجيريا          | 5   | 3 | 1 | 1 | 5    | 5   | 0   | 10   | ودع في ربع النهائي     |
|    |                  |     |   |   |   |      |     |     |      |                        |
| 9  | اليابان          | 4   | 2 | 2 | 0 | 6    | 3   | +3  | 8    | ودع في دور الـ16       |
| 10 | غامبيا           | 4   | 2 | 0 | 2 | 4    | 6   | −2  | 6    | ودع في دور الـ16       |
| 11 | زامبيا           | 4   | 1 | 1 | 2 | 5    | 5   | 0   | 4    | ودع في دور الـ16       |
| 12 | الأوروغواي       | 4   | 1 | 1 | 2 | 4    | 6   | −2  | 4    | ودع في دور الـ16       |
| 13 | الكونغو          | 4   | 1 | 1 | 2 | 3    | 7   | −4  | 4    | ودع في دور الـ16       |
| 14 | بولندا           | 4   | 1 | 1 | 2 | 4    | 10  | −6  | 4    | ودع في دور الـ16       |
| 15 | البرتغال         | 4   | 1 | 0 | 3 | 4    | 5   | −1  | 3    | ودع في دور الـ16       |
| 16 | البرازيل         | 4   | 1 | 0 | 3 | 6    | 9   | −3  | 3    | ودع في دور الـ16       |
|    |                  |     |   |   |   |      |     |     |      |                        |
| 17 | كوستاريكا        | 3   | 1 | 0 | 2 | 2    | 3   | −1  | 3    | ودع في مرحلة المجموعات |
| 18 | كوريا الجنوبية   | 3   | 0 | 2 | 1 | 4    | 5   | −1  | 2    | ودع في مرحلة المجموعات |
| 19 | كوريا الشمالية   | 3   | 0 | 2 | 1 | 2    | 3   | −1  | 2    | ودع في مرحلة المجموعات |
| 20 | الأردن           | 3   | 0 | 1 | 2 | 3    | 6   | −3  | 1    | ودع في مرحلة المجموعات |
| 21 | بنما             | 3   | 0 | 1 | 2 | 1    | 8   | −7  | 1    | ودع في مرحلة المجموعات |
| 22 | نيوزيلندا        | 3   | 0 | 0 | 3 | 1    | 5   | −4  | 0    | ودع في مرحلة المجموعات |
| 23 | إسكتلندا         | 3   | 0 | 0 | 3 | 2    | 7   | −5  | 0    | ودع في مرحلة المجموعات |
| 24 | كندا             | 3   | 0 | 0 | 3 | 0    | 6   | −6  | 0    | ودع في مرحلة المجموعات |

## جدل

### الاتهامات النيجيرية بالعنصرية
وجرت المباراة بين تشيلي ونيجيريا في الدور ربع النهائي في يوم «قل لا ليوم العنصرية» للفيفا. وخلال الوقت الإضافي، سجل لتشيلي خايمي غرونندوا في الدقيقة 96. وجادل النيجيريون بأنه كان مقفلا، على الرغم من أن الحكم هوارد ويب سمح للهدف بالوقوف. وأظهرت المسرحيات أنه تم القبض على أحد المدافعين عن مكان على مصيدة في الخارج. وتعرض حارس المرمى إيكيتشوكو إزينيوا للبطاقة الصفراء لاحتجاجه.[ 6 ] [ 7 ]
وفي مؤتمر صحفي بعد انتهاء اللعبة، قال المدرب النيجيري لادان بوسو: «ما حدث في الملعب، وهو الموظف، وأعتقد أن الفيفا أمامها طريق طويل للقضاء على العنصرية، لأن هذا المسؤول أظهر العنصرية». وعندما سئل عما إذا كان يشعر بأن ويب كان عنصريا، قال بوسو فقط «إنه من الجيد للفيفا أن يحضر المعركة ضد العنصرية، ولكن عليهم أن يتبعوه في الرسالة، لذا فإن التنفيذ سيتم.» [ 7 ] حكم على المدرب بدفع غرامة قدرها 000 11 فرنك سويسري وحظرها لمدة أربعة أشهر، لأن اللجنة التأديبية أدانته بارتكاب «سلوك هجومي» بموجب أحكام المادة 57 من قانون الانضباط للفيفا.
كما تم فرض عقوبات على الاتحاد النيجيري لكرة القدم للسماح للاعبين بارتداء قمصان تي شيرت تحت عبارات دينية تحت ألعابهم الهيجة. وكان ذلك انتهاكا للوائح تنظيم البطولة التي تنص على أن «اللاعبين والمسؤولين لا يسمح لهم بعرض رسائل سياسية أو دينية أو تجارية أو شخصية بأي لغة أو شكل على لعبهم أو مجموعاتهم أو مجموعاتهم...» [ 6 ]

### الصدام الشيلي مع الشرطة
وفي 19 تموز / يوليه 2007، اشتبك لاعبون شيليون مع الشرطة في أعقاب المباراة التي جرت في نصف النهائي بين شيلي والأرجنتين. وكان لاعبو تشيلي غاضبون من الحكم وولفغانغ ستارك قائلا إنه «فقد السيطرة على المباراة في وقت مبكر» [ 8 ] ويشكو من أنه أصدر سبع بطاقات صفراء وبطاقتان للأحمر.([ 9 ]) في المجموع، أصدر 53 من الطيور.([ 10 ]) في أعقاب المباراة، كان ستارك وزملائه محاطين بلاعبين تشيليين الذين كان عليهم تقييدهم من قبل أعضاء في دائرة شرطة تورونتو. ثم رافق ستارك خارج الملعب وإلى داخل نفق غرفة الملابس على أيدي ضباط الشرطة خوفا من أن يتعرض لهجوم من الحشد أو من لاعبي شيلي.[ 11 ] بعد ذلك، شارك العديد من اللاعبين والمندوبين من الفريق الشيلي في شجار مع الشرطة خارج استاد تورونتو الوطني لكرة القدم، [ 12 ]
وقال رئيس شرطة تورونتو بيل بلير ان البطيخ بدأت عندما دخلت اللاعبون الشيليين في شجار مع مشجع منافس لها.[ 13 ] وأضاف أن «أعضاء الفريق الشيلي قرروا بعد ذلك توجيه بعض سلوكهم العدواني تجاه ضباط بلدي... وكانت مهمة ضباط بلدي هي الاستجابة بطريقة حازمة، ولكن عادلة، لوضع حد لهذا العنف. وهم مدربون على القيام بذلك، وهذا ما فعلوه.» [ 13 ] يقول اللاعبون التشيليون إن إيساياس بيرالتا سار نحو المشجعين الشيليين المتمركزين خلف السياج الأمني، ولكن تم إيقافه بحوالي عشرة من رجال الشرطة. وبعد ذلك يقولون إنه جرت مناقشة حامية، حيث تعرض بيرالتا (الذي لا يتحدث الإنجليزية) للاعتداء اللفظي والجسدي من قبل رجال الشرطة.[ 14 ]
وقام ضابط شرطة واحد بقيادة بيرالتا وفقد وعيه لمدة 20 دقيقة.([ 14 ]) ثم انخرط اللاعبون الآخرون في الصراع مع الشرطة قبل أن يعودون إلى الحافلة ويغلقون الأبواب. ووفقا لروايات شهود عيان، بدأ اللاعبون في الحافلة في إلقاء الأشياء على الشرطة من خلال النوافذ، وحاولوا الاستيلاء على بعض الضباط من داخل الحافلة المتضررة.([ 15 ]) بعد ثلاث دقائق، طلب رئيس الرابطة الوطنية التشيلية لكرة القدم، هارولد ماينيس-نيكولس، من اللاعبين النزول من الحافلة لأخذ واحدة مختلفة. وعندما خرج اللاعبون من الحافلة، قامت الشرطة بإعادة اللاعبين إلى الملعب.[ 16 ]
وقال المتحدث باسم الفيفا جون شوماخر " ان اللاعبين التشيلي احتجزوا من قبل الشرطة لوقف تصعيد الوضع الذي كان يحدث امام الاستاد. وتم احتجاز عشرة من أعضاء الفريق الشيليين أكثر من ثلاث ساعات ثم أطلق سراحهم دون توجيه اتهامات لهم.[ 17 ] قال رئيس الفيفا سيب بلاتر في اليوم التالي في مؤتمر صحفي في تورونتو إن الحادث كان "مؤسفا" وأنه "اعتذر باسم الفيفا." [ 18 ] [ جمعية كرة القدم المحترفين التشيلية ] استأجرت شركة تورنتو للمحاماة لمتابعة الإجراءات القانونية ضد شرطة تورونتو.[ 16 ]
وفي شيلي، وقع الحادث في الصفحة الأولى من كل صحيفة كبرى. وتلقت السفارة الكندية في سانتياغو تهديدا بوجود قنبلة واحتج التشيليون الغاضبون خارج السفارة على لافتات كتب عليها «عنصرية كندا». وقالت الرئيسة التشيلية ميشيل باشيليه ان الحادث كان «خطيرا بشكل خاص لانه في رأينا تعرض الوفد الشيلي لعدوان غير مبرر» وقدم احتجاجا رسميا إلى الحكومة الكندية.([ 20 ]) في رد على ذلك، أشار رئيس الوزراء الكندي ستيفن هاربر إلى أن «مباريات كرة القدم الدولية محل خلاف في كثير من الأحيان وغالبا ما تصبح عاطفية للغاية. وكما تعلمون، هناك عمليات في كندا تستعرض السلطات بها هذه الأنواع من الحوادث ولا أعتزم الإدلاء بمزيد من التعليقات عليها.» [ 20 ]
وأفيد في وسائل الإعلام الكندية بأن أحد أعضاء الفريق الشيلي قد ضرب مكتبا للشرطة في وجهه قبل أن يبلل بيرالتا.([ 22 ]) [ 22 ] وخلص استعراض داخلي برئاسة المدير جيم رامير إلى أن الضباط تصرفوا بمهنية وبقدر هائل من ضبط النفس أثناء النزاع خارج حقل «بي أم»، الذي «ضرب فيه» اللاعبون الشيلي ورفس ويبصدون ويركلوا «أفراد الشرطة والأمن». وذكر التقرير ان العنف بدأ عندما واجه شخصان غير متورطين في اللعبة بعضهما البعض. وحاول حراس الأمن أولا التدخل، ثم بعد ذلك قامت الشرطة، عندما لكمت لاعب شيلي بضرب ضابطة شرطة في وجهها. ومن هذه النقطة، ذكر التقرير ان العنف تصاعد، وقام اللاعبون الشليون بتفكيك المدرعات وموطئ قدم من مقاعد الاتوبيسات، وحطموا النوافذ ليبصقون على هذه الاشياء ويرمونها، بالإضافة إلى بطاريات D-الخلية، وحظائر الملابس، وعلب مزيل العرق في الشرطة. وأفادت التقارير بإصابة أربعة ضباط بجراح بسبب مقذوفات. وافق FIFA على دفع 35 ألف دولار تعويضا عن الأضرار التي لحقت بالحافلة المستأجرة من قبل الفريق.[ 21 ]
وقال هارولد ماينيس-نيكولس، رئيس اتحاد كرة القدم في تشيلي وشاهد على الحدث، «لم أرى أي لاعب في شيلي يضرب أي ضابط إلا بين كل ما يناضل». وقال باتريسيو باسكونان، رئيس جمعية سلفادور الليندي الثقافية في تورنتو، ان هناك حاجة إلى مراجعة مستقلة.[ 21 ]
وعلقت شيلي غوروندوا لمدة تسعة أشهر على جميع المستويات (المحلية والدولية) وحكمت عليها بغرامة قدرها 000 7 فرنك سويسري (بما في ذلك التكاليف الإجرائية) بسبب الاعتداء على الموظفين. وقد غرمت جمعية كرة القدم الشيلية مبلغ 000 15 فرنك سويسري من أجل «سوء سلوك الفريق».

## وصلات خارجية
- FIFA U-20 World Cup Canada 2007, FIFA.com
- RSSSF > FIFA World Youth Championship > 2007
- FIFA Technical Report